# 仁居镇
仁居镇，是中华人民共和国广东省梅州市平远县下辖的一个乡镇级行政单位。

## 行政区划
仁居镇下辖以下地区：
仁居社区、仁居村、井下村、五福村、畲溪村、麻楼村、凤仪村、飞龙村、礤头村、木溪村、邹坊村、社南村、六吉村、黄畲村、上远村和古丁村。